# Пемпово (Поморське воєводство)
Пемпово (пол. Pępowo, нім. Pempau) — село в Польщі, у гміні Жуково Картузького повіту Поморського воєводства.
Населення — 1469 осіб (2011).

## Демографія
Демографічна структура станом на 31 березня 2011 року:
|          | Загалом | Допрацездатний вік | Працездатний вік | Постпрацездатний вік |
| -------- | ------- | ------------------ | ---------------- | -------------------- |
| Чоловіки | 737     | 221                | 479              | 37                   |
| Жінки    | 732     | 203                | 439              | 90                   |
| Разом    | 1469    | 424                | 918              | 127                  |